# LOV-1
LOV-1 (хорв. Lako Oklopno Vozilo, дос. ««легка броньована машина»») — колісний неводоплавний бронетранспортер, що перебуває на озброєнні хорватської армії та сил Місії Євросоюзу з питань верховенства права в Косові (EULEX).

## Історія
Під час війни за незалежність збройні сили Хорватії потерпали від нестачі відповідного легкого бронетранспортера. Хорватське міністерство оборони попросило місцеві фірми представити конструкторське бачення легкого, швидкісного та надійного бронетранспортера, який можна було б виробляти швидко та у великих кількостях, без необхідності імпортувати запчастини з-за кордону через ембарго ООН на постачання зброї, накладене в той час на протиборчі сторони в Хорватії.
Місцева фірма «Торпедо» з Рієки 1992 року розробила основний бронетранспортер на базі військової вантажівки TK-130 T-7 4x4, яка сама вироблялася за ліцензією і була модернізованим варіантом моделі TAM 110 словенської фірми «TAM». Вже 1992 року на світ з'явилися перші одиниці цієї бронемашини. Наприкінці 1993 року армія замовила 50 одиниць LOV-1, перша партія надійшла 1994 року та була продемонстрована громадськості в травні 1995 року на військовому параді в Загребі.
Згодом машини LOV-1 почали замінювати численними новопридбаними автомобілями Patria AMV і MRAP. Хоча, станом на 2015—2016 рр., все ще активно експлуатувалися декілька одиниць цього бронетранспортера. Решта, разом з іншою старішою, але працездатною технікою, підлягає передачі на зберігання з підтриманням у робочому стані для потреб новостворюваного 20-тисячного резерву, для чого регулярно проводяться щорічні перевірки та основні роботи з технічного обслуговування транспортних засобів, які зберігаються в ангарах і критих сховищах.

## Варіанти
- LOV-OP — базовий варіант, озброєний кулеметом M2 Browning, для транспортування до вісьмох піхотинців;
- LOV-Z — неозброєний командний варіант на шість осіб із додатковим радіообладнанням, кондиціонером і звукоізоляцією;
- LOV-IZV — розвідувально-пошукова машина, озброєна 20-мм важкою снайперською гвинтівкою РТ-20 і легкою восьмизарядною 60-мм реактивною системою залпового вогню під назвою Obad («ґедзь»);
- LOV-ABK — машина бойових дій в умовах застосування зброї масового ураження;
- LOV-RAK 24/128 мм — оснащений 24-зарядною 128-мм реактивною системою залпового вогню, виготовлено лише 2 дослідні зразки;
- LOV-UP1 — артилерійська спостережна машина для ведення артилерійського вогню та виявлення артилерійських позицій противника, оснащена GPS, тепловізором, лазерним далекоміром і РЛС наземної артилерії;
- LOV-UP2 — артилерійська командна машина;
- LOV-ED — машина радіоелектронної боротьби;
- LOV T2 — покращений варіант, поставлений на озброєння 1997 року, виготовлено лише кілька одиниць